# Blue Bloods – Crime Scene New York/Episodenliste

Logo zur Serie

Diese Episodenliste enthält alle Episoden der US-amerikanischen Krimiserie Blue Bloods – Crime Scene New York, sortiert nach der US-amerikanischen Erstausstrahlung. Die Fernsehserie umfasst vierzehn Staffeln mit 293 Episoden.

## Übersicht
| Staffel | Episodenanzahl | Erstausstrahlung USA | Erstausstrahlung USA | Deutschsprachige Erstausstrahlung | Deutschsprachige Erstausstrahlung |
| Staffel | Episodenanzahl | Staffelpremiere      | Staffelfinale        | Staffelpremiere                   | Staffelfinale                     |
| ------- | -------------- | -------------------- | -------------------- | --------------------------------- | --------------------------------- |
| 1       | 22             | 24. September 2010   | 13. Mai 2011         | 14. August 2012                   | 24. März 2013                     |
| 2       | 22             | 23. September 2011   | 11. Mai 2012         | 12. Dezember 2013                 | 27. Februar 2014                  |
| 3       | 23             | 28. September 2012   | 10. Mai 2013         | 8. Januar 2015                    | 12. März 2015                     |
| 4       | 22             | 27. September 2013   | 9. Mai 2014          | 4. Dezember 2015                  | 29. Januar 2016                   |
| 5       | 22             | 26. September 2014   | 1. Mai 2015          | 5. November 2016                  | 13. Januar 2017                   |
| 6       | 22             | 25. September 2015   | 6. Mai 2016          | 17. Februar 2017                  | 20. März 2017                     |
| 7       | 22             | 23. September 2016   | 5. Mai 2017          | 20. September 2017                | 18. Oktober 2017                  |
| 8       | 22             | 29. September 2017   | 11. Mai 2018         | 6. Juli 2019                      | 3. August 2019                    |
| 9       | 22             | 28. September 2018   | 10. Mai 2019         | 3. August 2019                    | 31. August 2019                   |
| 10      | 19             | 27. September 2019   | 1. Mai 2020          | 2. Oktober 2020                   | 27. November 2020                 |
| 11      | 16             | 4. Dezember 2020     | 14. Mai 2021         | 9. Oktober 2021                   | 27. November 2021                 |
| 12      | 20             | 1. Oktober 2021      | 6. Mai 2022          | 26. August 2023                   | 28. Oktober 2023                  |
| 13      | 21             | 7. Oktober 2022      | 19. Mai 2023         | 2. Januar 2024                    | 12. März 2024                     |
| 14      | 18             | 16. Februar 2024     | 13. Dezember 2024    | 2. Januar 2025                    | 27. Februar 2025                  |

## Staffel 1
Die Erstausstrahlung der ersten Staffel war vom 24. September 2010 bis zum 13. Mai 2011 auf dem US-amerikanischen Sender CBS zu sehen. Die deutschsprachige Erstausstrahlung der ersten zwölf Episoden sendete der deutsche Free-TV-Sender Kabel eins vom 14. August bis zum 11. September 2012. Die restlichen Episoden wurden auf dem österreichischen Sender ORF eins vom 2. Dezember 2012 bis zum 24. März 2013 erstausgestrahlt.
| Nr. (ges.) | Nr. (St.) | Deutscher Titel              | Originaltitel      | Erstausstrahlung USA | Deutschsprachige Erstausstrahlung (D/A) | Regie                 | Drehbuch                                  |
| ---------- | --------- | ---------------------------- | ------------------ | -------------------- | --------------------------------------- | --------------------- | ----------------------------------------- |
| 1          | 1         | Grenzen der Gewalt           | Pilot              | 24. Sep. 2010        | 14. Aug. 2012                           | Michael Cuesta        | Robin Green & Mitchell Burgess            |
| 2          | 2         | Schüsse vom Samariter        | Samaritan          | 1. Okt. 2010         | 14. Aug. 2012                           | Ralph Hemecker        | Ken Sanzel                                |
| 3          | 3         | Schweiß und Schuld           | Privilege          | 8. Okt. 2010         | 14. Aug. 2012                           | Stephen Gyllenhaal    | Brian Burns                               |
| 4          | 4         | Ehrenmänner                  | Officer Down       | 15. Okt. 2010        | 21. Aug. 2012                           | Ralph Hemecker        | Thomas Kelly                              |
| 5          | 5         | Blond und weiß               | What You See       | 22. Okt. 2010        | 21. Aug. 2012                           | Félix Alcalá          | Julie Hébert                              |
| 6          | 6         | Tote Teenager                | Smack Attack       | 29. Okt. 2010        | 21. Aug. 2012                           | Gwyneth Horder-Payton | Siobhan Byrne-O’Connor                    |
| 7          | 7         | Der König ist tot!           | Brothers           | 5. Nov. 2010         | 28. Aug. 2012                           | Frederick K. Keller   | Mark Rosner                               |
| 8          | 8         | Die Babies von Chinatown     | Chinatown          | 12. Nov. 2010        | 28. Aug. 2012                           | Michael Cuesta        | Diana Son                                 |
| 9          | 9         | Racheträume                  | Re-Do              | 19. Nov. 2010        | 4. Sep. 2012                            | Rosemary Rodriguez    | Julie Hébert                              |
| 10         | 10        | Nachtschicht                 | After Hours        | 3. Dez. 2010         | 4. Sep. 2012                            | Alex Zakrzewski       | Brian Burns                               |
| 11         | 11        | Große Fische, kleine Fische  | Little Fish        | 19. Jan. 2011        | 11. Sep. 2012                           | Michael Pressman      | Siobhan Byrne-O’Connor                    |
| 12         | 12        | Nur ein anderes Gefängnis    | Family Ties        | 26. Jan. 2011        | 11. Sep. 2012                           | Stephen Gyllenhaal    | Mark Rosner                               |
| 13         | 13        | 48 Stunden                   | Hall of Mirrors    | 2. Feb. 2011         | 2. Dez. 2012                            | Frederick K. Keller   | Thomas Kelly                              |
| 14         | 14        | Der Club der einsamen Herzen | My Funny Valentine | 9. Feb. 2011         | 9. Dez. 2012                            | John Polson           | Diana Son                                 |
| 15         | 15        | Wem die Stunde schlägt       | Dedication         | 18. Feb. 2011        | 16. Dez. 2012                           | Jan Eliasberg         | Kevin Wade                                |
| 16         | 16        | Der Verführer                | Age of Innocence   | 25. Feb. 2011        | 13. Jan. 2013                           | Félix Alcalá          | Amanda Green                              |
| 17         | 17        | Semper Fi                    | Silver Star        | 11. März 2011        | 3. Feb. 2013                            | Ralph Hemecker        | Thomas Kelly                              |
| 18         | 18        | Zeugen sterben               | To Tell the Truth  | 1. Apr. 2011         | 17. Feb. 2013                           | Alex Zakrzewski       | Siobhan Byrne-O’Connor                    |
| 19         | 19        | Der schöne Schein            | Model Behavior     | 8. Apr. 2011         | 3. März 2013                            | Matt Penn             | Brian Burns                               |
| 20         | 20        | Die älteste Geschichte       | All That Glitters  | 29. Apr. 2011        | 10. März 2013                           | Michael Pressman      | Gwendolyn M. Parker                       |
| 21         | 21        | Das Blut meiner Eltern       | Cellar Boy         | 6. Mai 2011          | 17. März 2013                           | Karen Gaviola         | Diana Son, Robin Green & Mitchell Burgess |
| 22         | 22        | Der blaue Tempelritter       | The Blue Templar   | 13. Mai 2011         | 24. März 2013                           | Frederick K. Keller   | Kevin Wade                                |

## Staffel 2
Die Erstausstrahlung der zweiten Staffel war vom 23. September 2011 bis zum 11. Mai 2012 auf dem US-amerikanischen Sender CBS zu sehen. Die deutschsprachige Erstausstrahlung sendete der deutsche Pay-TV-Sender FOX vom 12. Dezember 2013 bis zum 27. Februar 2014.
| Nr. (ges.) | Nr. (St.) | Deutscher Titel               | Originaltitel       | Erstausstrahlung USA | Deutschsprachige Erstausstrahlung (D) | Regie               | Drehbuch                    |
| ---------- | --------- | ----------------------------- | ------------------- | -------------------- | ------------------------------------- | ------------------- | --------------------------- |
| 23         | 1         | Zurück nach Zagreb            | Mercy               | 23. Sep. 2011        | 12. Dez. 2013                         | Michael Pressman    | Kevin Wade                  |
| 24         | 2         | Einer von uns                 | Friendly Fire       | 30. Sep. 2011        | 12. Dez. 2013                         | John Polson         | Brian Burns                 |
| 25         | 3         | Die Guten und die Großartigen | Critical Condition  | 7. Okt. 2011         | 19. Dez. 2013                         | Ralph Hemecker      | Thomas Kelly                |
| 26         | 4         | Achtzehn Jahre                | Innocence           | 14. Okt. 2011        | 19. Dez. 2013                         | Alex Zakrzewski     | Siobhan Byrne-O’Connor      |
| 27         | 5         | Ein Abend in der Stadt        | A Night on the Town | 21. Okt. 2011        | 2. Jan. 2014                          | Ralph Hemecker      | Kevin Wade                  |
| 28         | 6         | Schwarz und Blau              | Black and Blue      | 4. Nov. 2011         | 2. Jan. 2014                          | Alex Chapple        | Brian Burns                 |
| 29         | 7         | Der Lockvogel                 | Lonely Hearts Club  | 11. Nov. 2011        | 9. Jan. 2014                          | Felix Alcala        | Vanessa Rojas               |
| 30         | 8         | Die 3000-Dollar-Frage         | Thanksgiving        | 18. Nov. 2011        | 9. Jan. 2014                          | Steve Gomer         | Shaun Cassidy               |
| 31         | 9         | Stadtrundfahrt                | Moonlighting        | 2. Dez. 2011         | 16. Jan. 2014                         | Robert Harmon       | Kevin Wade                  |
| 32         | 10        | Der Informant                 | Whistle Blower      | 6. Feb. 2012         | 16. Jan. 2014                         | Robert Harmon       | Thomas Kelly                |
| 33         | 11        | Komödien und Tragödien        | The Uniform         | 13. Jan. 2012        | 23. Jan. 2014                         | Alex Zakrzewski     | John Moskowitz              |
| 34         | 12        | Schüsse in der Nacht          | The Job             | 3. Feb. 2012         | 23. Jan. 2014                         | Nick Gomez          | Brian Burns                 |
| 35         | 13        | Ein ganz normaler Heiliger    | Leap of Faith       | 10. März 2012        | 30. Jan. 2014                         | Dave Barrett        | David Black                 |
| 36         | 14        | Hart, aber gerecht            | Parenthood          | 17. Feb. 2012        | 30. Jan. 2014                         | John Polson         | Siobhan Byrne-O’Connor      |
| 37         | 15        | Phantom                       | The Life We Chose   | 25. Feb. 2012        | 6. Feb. 2014                          | Felix Alcala        | Thomas Kelly                |
| 38         | 16        | Frauen mit Waffen             | Women with Guns     | 2. März 2012         | 6. Feb. 2014                          | Martha Mitchell     | Kevin Wade                  |
| 39         | 17        | Reagan gegen Reagan           | Reagan V. Reagan    | 9. März 2012         | 13. Feb. 2014                         | Jim McKay           | Ed Zuckerman                |
| 40         | 18        | Keinerlei Fragen              | No Questions Asked  | 30. März 2012        | 13. Feb. 2014                         | Christine Moore     | Vanessa Rojas & Brian Burns |
| 41         | 19        | Ein Held zu viel              | Some Kind of Hero   | 6. Apr. 2012         | 20. Feb. 2014                         | Alex Zakrzewski     | Siobhan Byrne-O’Connor      |
| 42         | 20        | Zwischen den Stühlen          | Working Girls       | 27. Apr. 2012        | 20. Feb. 2014                         | James Whitmore, Jr. | Ian Biederman               |
| 43         | 21        | Fight Club                    | Collateral Damage   | 4. Mai 2012          | 27. Feb. 2014                         | Ralph Hemecker      | Kevin Wade & Thomas Kelly   |
| 44         | 22        | Muttertag                     | Mother’s Day        | 11. Mai 2012         | 27. Feb. 2014                         | Michael Pressman    | Brian Burns                 |

## Staffel 3
Die Erstausstrahlung der dritten Staffel war vom 28. September 2012 bis zum 10. Mai 2013 auf dem US-amerikanischen Sender CBS zu sehen. Die deutschsprachige Erstausstrahlung sendete der deutsche Pay-TV-Sender FOX vom 8. Januar bis zum 12. März 2015.
| Nr. (ges.) | Nr. (St.) | Deutscher Titel                             | Originaltitel        | Erstausstrahlung USA | Deutschsprachige Erstausstrahlung (D) | Regie               | Drehbuch                                                          |
| ---------- | --------- | ------------------------------------------- | -------------------- | -------------------- | ------------------------------------- | ------------------- | ----------------------------------------------------------------- |
| 45         | 1         | Der Glücksbringer/ Familiensache            | Family Business      | 28. Sep. 2012        | 8. Jan. 2015                          | Alex Chapple        | Brian Burns                                                       |
| 46         | 2         | Die letzte Grenze/ Häusliche Gewalt         | Domestic Disturbance | 5. Okt. 2012         | 15. Jan. 2015                         | Michael Pressman    | Ian Biederman                                                     |
| 47         | 3         | Alte Wunden/ Alte Wunden                    | Old Wounds           | 12. Okt. 2012        | 22. Jan. 2015                         | John Polson         | Siobhan Byrne-O’Connor                                            |
| 48         | 4         | Direkt in die Hölle/ Verbrannte Erde        | Scorched Earth       | 19. Okt. 2012        | 29. Jan. 2015                         | Peter Werner        | Dawn DeNoon                                                       |
| 49         | 5         | Volles Risiko/ Risiko und Belohnung         | Risk and Reward      | 26. Okt. 2012        | 29. Jan. 2015                         | Ralph Hemecker      | Thomas Kelly                                                      |
| 50         | 6         | Grüneres Gras/ Das Gras ist immer grüner    | Greener Grass        | 2. Nov. 2012         | 29. Jan. 2015                         | Ralph Hemecker      | Daniel Truly                                                      |
| 51         | 7         | Teufel im Leib/ Albträume                   | Nightmares           | 9. Nov. 2012         | 5. Feb. 2015                          | John Polson         | Kevin Wade                                                        |
| 52         | 8         | Anstiftung zum Mord/ Höhere Bildung         | Higher Education     | 30. Nov. 2012        | 5. Feb. 2015                          | Robert Harmon       | Ian Biederman                                                     |
| 53         | 9         | Die letzte Beichte/ Geheimnisse und Lügen   | Secrets and Lies     | 7. Dez. 2012         | 5. Feb. 2015                          | David Barrett       | Siobhan Byrne-O'Connor                                            |
| 54         | 10        | Danke Joe!/ Väter und Söhne                 | Father and Sons      | 4. Jan. 2013         | 12. Feb. 2015                         | Michael Pressman    | Brian Burns                                                       |
| 55         | 11        | Das perfekte Leben/ Schlagzeilen            | Front Page News      | 11. Jan. 2013        | 12. Feb. 2015                         | Robert Harmon       | Dawn DeNoon                                                       |
| 56         | 12        | Die längste Nacht/ Reingelegt               | Framed               | 18. Jan. 2013        | 12. Feb. 2015                         | David Barrett       | Daniel Truly                                                      |
| 57         | 13        | Die Göttliche/ Insider                      | Inside Jobs          | 1. Feb. 2013         | 19. Feb. 2015                         | Alex Hall           | Kevin Wade                                                        |
| 58         | 14        | Die Mauer des Schweigens/ Männer in Schwarz | Men in Black         | 8. Feb. 2013         | 19. Feb. 2015                         | Alex Chapple        | Handlung: Ish Goldstein Schauspiel: Ish Goldstein & Ian Biederman |
| 59         | 15        | Wut im Bauch/ Krieger                       | Warriors             | 15. Feb. 2013        | 19. Feb. 2015                         | Oz Scott            | Siobhan Byrne-O’Connor                                            |
| 60         | 16        | Blutstropfen/ Quid Pro Quo                  | Quid Pro Quo         | 22. Feb. 2013        | 26. Feb. 2015                         | Alex Zakrzewski     | Brian Burns                                                       |
| 61         | 17        | Zehn gute Gründe/ Zu viel Protest           | Protest Too Much     | 8. März 2013         | 26. Feb. 2015                         | Larry Teng          | Dawn DeNoon                                                       |
| 62         | 18        | Der alte Astronaut/ Keine Reue              | No Regrets           | 15. März 2013        | 26. Feb. 2015                         | David Barrett       | Daniel Truly                                                      |
| 63         | 19        | Copkiller/ Glaubensverlust                  | Loss of Faith        | 5. Apr. 2013         | 5. März 2015                          | James Whitmore, Jr. | Seth Pearlman                                                     |
| 64         | 20        | Fehde und Tradition/ Mittel und Zwecke      | Ends and Means       | 12. Apr. 2013        | 5. März 2015                          | John Polson         | Ian Biederman                                                     |
| 65         | 21        | Teufelshauch/ Devil’s Breath                | Devil’s Breath       | 26. Apr. 2013        | 5. März 2015                          | Alex Chapple        | Siobhan Byrne-O’Connor                                            |
| 66         | 22        | Kriegserklärung/ Das bittere Ende           | The Bitter End       | 3. Mai 2013          | 12. März 2015                         | Christine Moore     | Brian Burns                                                       |
| 67         | 23        | Die ganz harte Tour/ Zum Ausgang            | This Way Out         | 10. Mai 2013         | 12. März 2015                         | Peter Werner        | Kevin Wade                                                        |

## Staffel 4
Die Erstausstrahlung der vierten Staffel war vom 27. September 2013 bis zum 9. Mai 2014 auf dem US-amerikanischen Sender CBS zu sehen. Die deutschsprachige Erstausstrahlung sendete der deutsche Pay-TV-Sender FOX vom 4. Dezember 2015 bis zum 29. Januar 2016.
| Nr. (ges.) | Nr. (St.) | Deutscher Titel                | Originaltitel              | Erstausstrahlung USA | Deutschsprachige Erstausstrahlung (D) | Regie                | Drehbuch                                                      |
| ---------- | --------- | ------------------------------ | -------------------------- | -------------------- | ------------------------------------- | -------------------- | ------------------------------------------------------------- |
| 68         | 1         | Die blaue Grippe               | Unwritten Rules            | 27. Sep. 2013        | 4. Dez. 2015                          | David Barrett        | Ian Biederman                                                 |
| 69         | 2         | Die Stadt, die niemals schläft | The City That Never Sleeps | 4. Okt. 2013         | 4. Dez. 2015                          | John Behring         | Kevin Wade                                                    |
| 70         | 3         | Der Preis des Muts             | To Protect and Serve       | 11. Okt. 2013        | 4. Dez. 2015                          | Peter Werner         | Siobhan Byrne-O’Connor                                        |
| 71         | 4         | Wahre Lügen                    | The Truth About Lying      | 18. Okt. 2013        | 11. Dez. 2015                         | Robert Duncan McNeil | Brian Burns                                                   |
| 72         | 5         | Helft mir!                     | Lost and Found             | 25. Okt. 2013        | 11. Dez. 2015                         | Alex Chapple         | Daniel Truly                                                  |
| 73         | 6         | Dads alte Freundin             | Growing Boys               | 1. Nov. 2013         | 11. Dez. 2015                         | Eric Laneuville      | Willie Reale                                                  |
| 74         | 7         | Russische Freunde              | Drawing Dead               | 8. Nov. 2013         | 18. Dez. 2015                         | Ralph Hemecker       | Ian Biederman                                                 |
| 75         | 8         | Verbrechen aus Leidenschaft?   | Justice is Served          | 15. Nov. 2013        | 18. Dez. 2015                         | David Barrett        | Siobhan Byrne-O’Connor                                        |
| 76         | 9         | Der perfekte Köder             | Bad Blood                  | 22. Nov. 2013        | 18. Dez. 2015                         | Robert Harmon        | Daniel Truly                                                  |
| 77         | 10        | Ein neuer Start                | Mistaken Identity          | 13. Dez. 2013        | 8. Jan. 2016                          | David Solomon        | Diana Son & Ian Biederman                                     |
| 78         | 11        | Starke Bande                   | Ties That Bind             | 20. Dez. 2013        | 8. Jan. 2016                          | Christine Moore      | Brian Burns                                                   |
| 79         | 12        | Der Weg in die Hölle           | The Bogeyman               | 10. Jan. 2014        | 8. Jan. 2016                          | David Barrett        | Kevin Wade, Benjamin Cummings & Orson Cummings                |
| 80         | 13        | Die Schnellen und die Toten    | Unfinished Business        | 17. Jan. 2014        | 15. Jan. 2016                         | Alex Chapple         | Siobhan Byrne-O’Connor                                        |
| 81         | 14        | Manhattan Queens               | Manhattan Queens           | 31. Jan. 2014        | 15. Jan. 2016                         | Donnie Wahlberg      | Willie Raelle                                                 |
| 82         | 15        | Offene Geheimnisse             | Open Secrets               | 28. Feb. 2014        | 15. Jan. 2016                         | Eric Laneuville      | Ian Biederman                                                 |
| 83         | 16        | Die letzte Drohung             | Insult to Injury           | 7. März 2014         | 22. Jan. 2016                         | David Barrett        | Handlung: Daniel Truly & Andrew Raab Schauspiel: Daniel Truly |
| 84         | 17        | Das Knockout-Spiel             | Knockout Game              | 14. März 2014        | 22. Jan. 2016                         | Robert Harmon        | Brian Burns                                                   |
| 85         | 18        | Schönheitsfehler               | Righting Wrongs            | 4. Apr. 2014         | 22. Jan. 2016                         | Alex Zakrzewski      | Siobhan Byrne-O’Connor                                        |
| 86         | 19        | Gestohlene Worte               | Secret Arrangements        | 11. Apr. 2014        | 29. Jan. 2016                         | Tawnia McKiernan     | Handlung: Sinead Daly Schauspiel: Willie Raele & Sinead Daly  |
| 87         | 20        | Die Zeitbombe                  | Custody Battle             | 25. Apr. 2014        | 29. Jan. 2016                         | Alex Chapple         | Ian Biederman                                                 |
| 88         | 21        | Auf den zweiten Blick          | Above and Beyond           | 2. Mai 2014          | 29. Jan. 2016                         | Greg Beeman          | Daniel Truly                                                  |
| 89         | 22        | Helden aller Art               | Exiles                     | 9. Mai 2014          | 29. Jan. 2016                         | David Barrett        | Kevin Wade                                                    |

## Staffel 5
Die Erstausstrahlung der fünften Staffel war vom 26. September 2014 bis zum 1. Mai 2015 auf dem US-amerikanischen Sender CBS zu sehen. Die deutschsprachige Erstausstrahlung der ersten fünf Episoden sendete der deutsche Free-TV-Sender Kabel eins vom 5. November bis zum 3. Dezember 2016. Die restlichen Episoden wurden vom 9. Dezember 2016 bis zum 13. Januar 2017 beim Pay-TV-Sender FOX erstausgestrahlt.
| Nr. (ges.) | Nr. (St.) | Deutscher Titel             | Originaltitel             | Erstausstrahlung USA | Deutschsprachige Erstausstrahlung (D) | Regie            | Drehbuch                    |
| ---------- | --------- | --------------------------- | ------------------------- | -------------------- | ------------------------------------- | ---------------- | --------------------------- |
| 90         | 1         | Partner                     | Partners                  | 26. Sep. 2014        | 5. Nov. 2016                          | David Barrett    | Siobhan Byrne-O’Connor      |
| 91         | 2         | Vergeben und vergessen      | Forgive and Forget        | 3. Okt. 2014         | 12. Nov. 2016                         | Eric Laneuville  | Ian Biederman               |
| 92         | 3         | Fremde Federn               | Burning Bridges           | 10. Okt. 2014        | 19. Nov. 2016                         | John Behring     | Willie Reale                |
| 93         | 4         | Der Fenstersturz            | Excessive Force           | 17. Okt. 2014        | 26. Nov. 2016                         | Alex Chapple     | Brian Burns                 |
| 94         | 5         | Reden ist Silber            | Loose Lips                | 24. Okt. 2014        | 3. Dez. 2016                          | Alex Chapple     | Daniel Truly                |
| 95         | 6         | Das Blut der Opfer          | Most Wanted               | 31. Okt. 2014        | 9. Dez. 2016                          | Ralph Hemecker   | Bryan Goluboff              |
| 96         | 7         | Nie nachgeben               | Shoot the Messenger       | 7. Nov. 2014         | 16. Dez. 2016                         | David Barrett    | Siobhan Byrne O’Connor      |
| 97         | 8         | Die Macht der Bilder        | Power of the Press        | 21. Nov. 2014        | 16. Dez. 2016                         | Tawnia McKiernan | Ian Biederman               |
| 98         | 9         | Unter Druck                 | Under the Gun             | 12. Dez. 2014        | 16. Dez. 2016                         | David Barrett    | Willie Reale & Kevin Wade   |
| 99         | 10        | Die lange Jagd              | Sins of the Father        | 2. Jan. 2015         | 23. Dez. 2016                         | David Barrett    | Daniel Truly                |
| 100        | 11        | Der fünfte Mann             | Baggage                   | 9. Jan. 2015         | 23. Dez. 2016                         | John Behring     | Brian Burns                 |
| 101        | 12        | Trautes Heim                | Home Sweet Home           | 16. Jan. 2015        | 23. Dez. 2016                         | Robert Harmon    | Bryan Goluboff              |
| 102        | 13        | Wo die Liebe hinfällt       | Love Stories              | 30. Jan. 2015        | 30. Dez. 2016                         | Alex Zakrzewski  | Siobhan Byrne O’Connor      |
| 103        | 14        | Romeo und Julia in New York | The Poor Door             | 6. Feb. 2015         | 30. Dez. 2016                         | Alex Chapple     | Willie Reale                |
| 104        | 15        | Auch Helden weinen          | Power Players             | 13. Feb. 2015        | 30. Dez. 2016                         | David Barrett    | Ian Biederman               |
| 105        | 16        | Der Stiefsohn               | Only in New York          | 20. Feb. 2015        | 6. Jan. 2017                          | Holly Dale       | Brian Burns                 |
| 106        | 17        | Tante Beth                  | Occupational Hazards      | 6. März 2015         | 6. Jan. 2017                          | David Barrett    | Daniel Truly                |
| 107        | 18        | Schlechte Gesellschaft      | Bad Company               | 13. März 2015        | 6. Jan. 2017                          | Tawnia McKiernan | Bryan Goluboff              |
| 108        | 19        | Ein Teil von mir            | Through the Looking Glass | 3. Apr. 2015         | 13. Jan. 2017                         | Eric Laneuville  | Siobhan Byrne O’Connor      |
| 109        | 20        | Fünfzehn Minuten            | Payback                   | 10. Apr. 2015        | 13. Jan. 2017                         | Alex Chapple     | Lauren Gautier & Kevin Wade |
| 110        | 21        | Neue Regeln                 | New Rules                 | 24. Apr. 2015        | 13. Jan. 2017                         | John Behring     | Ian Biederman               |
| 111        | 22        | Die Feinde meiner Feinde    | The Art of War            | 1. Mai 2015          | 13. Jan. 2017                         | David Barrett    | Brian Burns                 |

## Staffel 6
Die Erstausstrahlung der sechsten Staffel war vom 25. September 2015 bis zum 6. Mai 2016 beim US-amerikanischen Sender CBS zu sehen. Die deutschsprachige Erstausstrahlung sendete der Schweizer Free-TV-Sender Puls 8 vom 17. Februar bis zum 20. März 2017.
| Nr. (ges.) | Nr. (St.) | Deutscher Titel                 | Originaltitel                    | Erstausstrahlung USA | Deutschsprachige Erstausstrahlung (CH) | Regie             | Drehbuch                                   |
| ---------- | --------- | ------------------------------- | -------------------------------- | -------------------- | -------------------------------------- | ----------------- | ------------------------------------------ |
| 112        | 1         | Was ich nicht weiß …            | Worst Case Scenario              | 25. Sep. 2015        | 17. Feb. 2017                          | Alex Chapple      | Bryan Goluboff                             |
| 113        | 2         | Die blutige Spur                | Absolute Power                   | 2. Okt. 2015         | 20. Feb. 2017                          | David M. Barrett  | Siobhan Byrne O'Connor                     |
| 114        | 3         | Der Reporter                    | All The News That’s Fit to Click | 9. Okt. 2015         | 21. Feb. 2017                          | Alex Chapple      | Brian Burns                                |
| 115        | 4         | Ironie des Schicksals           | With Friends Like These          | 16. Okt. 2015        | 22. Feb. 2017                          | Heather Cappiello | Ian Beiderman                              |
| 116        | 5         | Ausbruch                        | Backstabbers                     | 23. Okt. 2015        | 23. Feb. 2017                          | John Behring      | Dan Truly                                  |
| 117        | 6         | Das falsche Ich                 | Rush to Judgment                 | 30. Okt. 2015        | 24. Feb. 2017                          | Peter Werner      | Peter Blauner                              |
| 118        | 7         | Das Sechs-Millionen-Dollar-Auto | The Bullitt Mustang              | 6. Nov. 2015         | 27. Feb. 2017                          | David Barrett     | Kevin Wade Idee: Kevin Wade & Willie Reale |
| 119        | 8         | Blutige Botschaft               | Unsung Heroes                    | 13. Nov. 2015        | 28. Feb. 2017                          | Alex Chapple      | Siobhan Byrne O’Connor                     |
| 120        | 9         | Die zweite Augenzeugin          | Hold Outs                        | 20. Nov. 2015        | 1. März 2017                           | Eric Laneuville   | Brian Burns                                |
| 121        | 10        | 48 Stunden                      | Flags of Our Fathers             | 11. Dez. 2015        | 2. März 2017                           | David M. Barrett  | Ian Biederman                              |
| 122        | 11        | Unfehlbar                       | Back in the Day                  | 8. Jan. 2016         | 3. März 2017                           | Robert Harmon     | Bryan Goluboff                             |
| 123        | 12        | Der Fluch                       | Cursed                           | 15. Jan. 2016        | 6. März 2017                           | Peter Leto        | Daniel Truly                               |
| 124        | 13        | Gefährlicher Flirt              | Stomping Grounds                 | 22. Jan. 2016        | 7. März 2017                           | Don Thorin, Jr.   | Peter Blauner                              |
| 125        | 14        | Der Weg in die Hölle            | The Road to Hell                 | 12. Feb. 2016        | 8. März 2017                           | Tom Moore         | Siobhan Byrne O’Connor                     |
| 126        | 15        | Die Ohrfeige                    | Fresh Start                      | 19. Feb. 2016        | 9. März 2017                           | David Barrett     | Brian Burns                                |
| 127        | 16        | Wenn die Tür aufgeht            | Help Me Help You                 | 26. Feb. 2016        | 10. März 2017                          | Alex Chapple      | Ian Biederman                              |
| 128        | 17        | Freunde in der Not              | Friends in Need                  | 11. März 2016        | 13. März 2017                          | P.J. Pesce        | Kevin Riley & Kevin Wade                   |
| 129        | 18        | Stadt ohne Mitleid              | Town Without Pity                | 1. Apr. 2016         | 14. März 2017                          | David Barrett     | Peter Blauner                              |
| 130        | 19        | Die Leiche im Keller            | Blast from the Past              | 8. Apr. 2016         | 15. März 2017                          | Eric Laneuville   | Bryan Goluboff                             |
| 131        | 20        | Wilders Rückkehr                | Down the Rabbit Hole             | 15. Apr. 2016        | 16. März 2017                          | David Barrett     | Siobhan Byrne O’Connor                     |
| 132        | 21        | Fünf Züge voraus                | The Extra Mile                   | 29. Apr. 2016        | 17. März 2017                          | John Behring      | Brian Burns                                |
| 133        | 22        | Straßenkrieg                    | Blowback                         | 6. Mai 2016          | 20. März 2017                          | David Barrett     | Ian Biederman                              |

## Staffel 7
Die Erstausstrahlung der siebten Staffel war vom 23. September 2016 bis zum 5. Mai 2017 auf dem US-amerikanischen Sender CBS zu sehen. Die deutschsprachige Erstausstrahlung der Episoden 2 bis 22 sendete der Schweizer Free-TV-Sender Puls 8 vom 20. September bis zum 19. Oktober 2017. Die zunächst nicht gesendete erste Episode wurde am 23. Januar 2018 nachgeholt.
| Nr. (ges.) | Nr. (St.) | Deutscher Titel             | Originaltitel           | Erstausstrahlung USA | Deutschsprachige Erstausstrahlung (CH) | Regie            | Drehbuch                                     |
| ---------- | --------- | --------------------------- | ----------------------- | -------------------- | -------------------------------------- | ---------------- | -------------------------------------------- |
| 134        | 1         | Wie ein Vater               | The Greater Good        | 23. Sep. 2016        | 23. Jan. 2018                          | David M. Barrett | Siobhan Byrne-O’Connor                       |
| 135        | 2         | Guter Cop, böser Cop        | Good Cop Bad Cop        | 30. Sep. 2016        | 20. Sep. 2017                          | Kellie Cyrus     | Brian Burns                                  |
| 136        | 3         | In der Grauzone             | The Price of Justice    | 7. Okt. 2016         | 21. Sep. 2017                          | John Behring     | Ian Biederman                                |
| 137        | 4         | Das Zeug zum Helden         | Mob Rules               | 14. Okt. 2016        | 22. Sep. 2017                          | Robert Harmon    | Peter Blauner                                |
| 138        | 5         | Die Volksheldin             | For the Community       | 21. Okt. 2016        | 25. Sep. 2017                          | Peter Werner     | Blair Singer & Kevin Wade Idee: Blair Singer |
| 139        | 6         | Der Schwede                 | Whistleblowers          | 28. Okt. 2016        | 26. Sep. 2017                          | Eric Laneuville  | Kevin Riley & Kevin Wade                     |
| 140        | 7         | Der Dinosaurier             | Guilt by Association    | 4. Nov. 2016         | 27. Sep. 2017                          | Robert Harmon    | Siobhan Byrne O’Connor                       |
| 141        | 8         | Familie zuerst              | Personal Business       | 11. Nov. 2016        | 28. Sep. 2017                          | David Barrett    | Ian Biederman                                |
| 142        | 9         | In Teufels Küche            | Confessions             | 18. Nov. 2016        | 29. Sep. 2017                          | Alex Zakrzewski  | Brian Burns                                  |
| 143        | 10        | Der Sohn des Priesters      | Unbearable Loss         | 9. Dez. 2016         | 2. Okt. 2017                           | David Barrett    | Peter Blauner                                |
| 144        | 11        | Eine ehrliche Antwort       | Genetics                | 6. Jan. 2017         | 3. Okt. 2017                           | Alex Chapple     | Allie Solomon                                |
| 145        | 12        | Ein Fluch und ein Segen     | Not Fade Away           | 13. Jan. 2017        | 4. Okt. 2017                           | Robert Harmon    | Kevin Wade & Blair Singer                    |
| 146        | 13        | Das dynamische Duo          | The One That Got Away   | 20. Jan. 2017        | 5. Okt. 2017                           | Jane Raab        | Siobhan Byrne O’Connor                       |
| 147        | 14        | Falscher Alarm              | In & Out                | 3. Feb. 2017         | 6. Okt. 2017                           | John Behring     | Ian Biederman                                |
| 148        | 15        | Für immer allein            | Lost Souls              | 10. Feb. 2017        | 9. Okt. 2017                           | Alex Chappele    | Brian Burns                                  |
| 149        | 16        | Schmutzige Hände            | Hard Bargain            | 17. Feb. 2017        | 10. Okt. 2017                          | David Barrett    | Peter Blauner                                |
| 150        | 17        | Der Hauch eines Zweifels    | Shadow of the Doubt     | 10. März 2017        | 11. Okt. 2017                          | P.J. Pesce       | Kevin Riley                                  |
| 151        | 18        | Abschied in Dunkelblau      | A Deep Blue Goodbye     | 31. März 2017        | 12. Okt. 2017                          | David Barrett    | Kevin Wade                                   |
| 152        | 19        | Liebe und Justitia          | Love Lost               | 7. Apr. 2017         | 13. Okt. 2017                          | Ralph Hemecker   | Siobhan Byrne O’Connor                       |
| 153        | 20        | Wer auf den König schießt … | No Retreat No Surrender | 14. Apr. 2017        | 16. Okt. 2017                          | Jane Raab        | Brian Burns                                  |
| 154        | 21        | Die Russen kommen!          | Foreign Interference    | 28. Apr. 2017        | 17. Okt. 2017                          | John Behring     | Peter Blauner                                |
| 155        | 22        | Die richtigen Worte         | The Thin Blue Line      | 5. Mai 2017          | 18. Okt. 2017                          | David M. Barrett | Ian Biederman                                |

## Staffel 8
Die Erstausstrahlung der achten Staffel war vom 29. September 2017 bis zum 11. Mai 2018 beim US-amerikanischen Sender CBS zu sehen. Die deutschsprachige Erstausstrahlung sendete der deutsche Free-TV-Sender Kabel eins vom 6. Juli bis zum 3. August 2019.
| Nr. (ges.) | Nr. (St.) | Deutscher Titel                 | Originaltitel                 | Erstausstrahlung USA | Deutschsprachige Erstausstrahlung (D) | Regie                 | Drehbuch               |
| ---------- | --------- | ------------------------------- | ----------------------------- | -------------------- | ------------------------------------- | --------------------- | ---------------------- |
| 156        | 1         | Die Zeit mit Linda              | Cutting Losses                | 29. Sep. 2017        | 6. Juli 2019                          | David M. Barrett      | Siobhan Byrne-O’Connor |
| 157        | 2         | Dreizehn Jahre                  | Ghosts of the Past            | 6. Okt. 2017         | 6. Juli 2019                          | John Behring          | Kevin Riley            |
| 158        | 3         | Jagd nach der Löwin             | The Enemy of My Enemy         | 13. Okt. 2017        | 6. Juli 2019                          | Robert Harmon         | Ian Biederman          |
| 159        | 4         | Aus dem Nichts                  | Out of the Blue               | 20. Okt. 2017        | 6. Juli 2019                          | David M. Barrett      | Brian Burns            |
| 160        | 5         | Die moderne Pest                | The Forgotten                 | 27. Okt. 2017        | 6. Juli 2019                          | Ralph Hemecker        | Allie Solomon          |
| 161        | 6         | Die Malerin                     | Brushed Off                   | 3. Nov. 2017         | 13. Juli 2019                         | Eric Laneuville       | Daniel Truly           |
| 162        | 7         | Zu Früh                         | Common Ground                 | 10. Nov. 2017        | 13. Juli 2019                         | David M. Barrett      | Siobhan Byrne-O’Connor |
| 163        | 8         | Rocky Mountain High             | Pick Your Poison              | 17. Nov. 2017        | 13. Juli 2019                         | Heather Cappiello     | Kevin Wade             |
| 164        | 9         | Eine Welle aus Gift             | Pain Killers                  | 1. Dez. 2017         | 13. Juli 2019                         | John Behring          | Ian Biederman          |
| 165        | 10        | Gnade vor Recht                 | Heavy Is the Head             | 8. Dez. 2017         | 13. Juli 2019                         | David M. Barrett      | Brian Burns            |
| 166        | 11        | Der Kreislauf des Lebens        | Second Chances                | 5. Jan. 2018         | 20. Juli 2019                         | Deran Sarafian        | Kevin Riley            |
| 167        | 12        | Das Familiengeschäft            | The Brave                     | 12. Jan. 2018        | 20. Juli 2019                         | Thomas R. Moore       | Siobhan Byrne-O’Connor |
| 168        | 13        | Alles ist kompliziert           | Erasing History               | 19. Jan. 2018        | 20. Juli 2019                         | Jane Raab             | Daniel Truly           |
| 169        | 14        | Schüsse in der Schule           | School of Hard Knocks         | 2. Feb. 2018         | 20. Juli 2019                         | Alex Zakrzewski       | Ian Biederman          |
| 170        | 15        | Leib und Leben                  | Legacy                        | 2. März 2018         | 20. Juli 2019                         | David M. Barrett      | Allie Solomon          |
| 171        | 16        | Auf der anderen Seite des Parks | Tale of Two Cities            | 9. März 2018         | 27. Juli 2019                         | Robert Duncan McNeill | Brian Burns            |
| 172        | 17        | Im letzten Moment               | Close Calls                   | 30. März 2018        | 27. Juli 2019                         | Jane Raab             | Peter Blauner          |
| 173        | 18        | Das Reagan-Gesetz               | Friendship, Love, and Loyalty | 6. Apr. 2018         | 27. Juli 2019                         | Robert Harmon         | Siobhan Byrne-O’Connor |
| 174        | 19        | Die harte Tour                  | Risk Management               | 13. Apr. 2018        | 27. Juli 2019                         | David M. Barrett      | Ian Biederman          |
| 175        | 20        | Freund in Not                   | Your Six                      | 27. Apr. 2018        | 27. Juli 2019                         | Ralph Hemecker        | Brian Burns            |
| 176        | 21        | Die Hintertür                   | The Devil You Know            | 4. Mai 2018          | 3. Aug. 2019                          | John Behring          | Peter Blauner          |
| 177        | 22        | Das Beste zum Schluss           | My Aim is True                | 11. Mai 2018         | 3. Aug. 2019                          | David M. Barrett      | Kevin Wade             |

## Staffel 9
Die Erstausstrahlung der neunten Staffel war vom 28. September 2018 bis zum 10. Mai 2019 beim US-amerikanischen Sender CBS zu sehen. Die deutschsprachige Erstausstrahlung sendete der deutsche Free-TV-Sender Kabel eins vom 3. August bis zum 31. August 2019.
| Nr. (ges.) | Nr. (St.) | Deutscher Titel         | Originaltitel       | Erstausstrahlung USA | Deutschsprachige Erstausstrahlung (D) | Regie             | Drehbuch                    |
| ---------- | --------- | ----------------------- | ------------------- | -------------------- | ------------------------------------- | ----------------- | --------------------------- |
| 178        | 1         | Der Panther             | Playing with Fire   | 28. Sep. 2018        | 3. Aug. 2019                          | David M. Barrett  | Siobhan Byrne-O’Connor      |
| 179        | 2         | Code Blau               | Meet the New Boss   | 5. Okt. 2018         | 3. Aug. 2019                          | Robert Harmon     | Ian Biederman               |
| 180        | 3         | Psychospiele            | Mind Games          | 12. Okt. 2018        | 3. Aug. 2019                          | John Behring      | Brian Burns                 |
| 181        | 4         | Blackout                | Blackout            | 19. Okt. 2018        | 10. Aug. 2019                         | Ralph Hemecker    | Kevin Riley & Allie Solomon |
| 182        | 5         | Dicker als Wasser       | Thicker Than Water  | 26. Okt. 2018        | 10. Aug. 2019                         | Jacleöine Tejada  | Daniel Truly                |
| 183        | 6         | Midnight Special        | Trust               | 2. Nov. 2018         | 10. Aug. 2019                         | Alex Zakrzewski   | Jack Ciapciak & Kevin Wade  |
| 184        | 7         | Das Leben als Boss      | By Hook or by Crook | 9. Nov. 2018         | 10. Aug. 2019                         | David M. Barrett  | Siobhan Byrne-O’Connor      |
| 185        | 8         | Gutes Spiel             | Stirring the Pot    | 16. Nov. 2018        | 10. Aug. 2019                         | Robert Harmon     | Ian Biederman               |
| 186        | 9         | Hohn und Spott          | Handcuffs           | 30. Nov. 2018        | 17. Aug. 2019                         | Heather Cappiello | Brian Burns                 |
| 187        | 10        | Eine wunderbare Falle   | Authority Figures   | 7. Dez. 2018         | 17. Aug. 2019                         | Eric Laneuville   | Kevin Riley                 |
| 188        | 11        | Die Professorin         | Disrupted           | 4. Jan. 2019         | 17. Aug. 2019                         | David M. Barrett  | Daniel Truly                |
| 189        | 12        | Der perfekte Kompromiss | Milestones          | 11. Jan. 2019        | 17. Aug. 2019                         | Heather Cappiello | Allie Solomon               |
| 190        | 13        | Das letzte Hurra        | Ripple Effect       | 1. Feb. 2019         | 17. Aug. 2019                         | Ralph Hemecker    | Siobhan Byrne-O’Connor      |
| 191        | 14        | Der Tausch              | My Brother’s Keeper | 8. Feb. 2019         | 24. Aug. 2019                         | Doug Aarniokoski  | Ian Biederman               |
| 192        | 15        | 15 Jahre allein         | Blues               | 15. Feb. 2019        | 24. Aug. 2019                         | David M. Barrett  | Brian Burns                 |
| 193        | 16        | Ein hartes Herz         | Past Tense          | 8. März 2019         | 24. Aug. 2019                         | Rachel Feldman    | Daniel Truly                |
| 194        | 17        | Ein Cop für alle Fälle  | Two-Faced           | 15. März 2019        | 24. Aug. 2019                         | Ralph Hemecker    | Kevin Riley                 |
| 195        | 18        | Eine Frage der Fitness  | Rectify             | 5. Apr. 2019         | 24. Aug. 2019                         | Robert Harmon     | Allie Solomon               |
| 196        | 19        | Der gemeinsame Feind    | Common Enemies      | 12. Apr. 2019        | 31. Aug. 2019                         | David M. Barrett  | Siobhan Byrne-O’Connor      |
| 197        | 20        | Der Gejagte             | Strange Bedfellows  | 26. Apr. 2019        | 31. Aug. 2019                         | Dean White        | Ian Biederman               |
| 198        | 21        | Komm, was da wolle      | Identity            | 3. Mai 2019          | 31. Aug. 2019                         | John Behring      | Daniel Truly                |
| 199        | 22        | Was heißt Jamko?        | Something Blue      | 10. Mai 2019         | 31. Aug. 2019                         | David M. Barrett  | Brian Burns                 |

## Staffel 10
Die Erstausstrahlung der zehnten Staffel war vom 27. September 2019 bis zum 1. Mai 2020 beim US-amerikanischen Sender CBS zu sehen. Die deutschsprachige Erstveröffentlichung fand vom 2. Oktober bis zum 27. November 2020 bei Joyn per Streaming statt.
| Nr. (ges.) | Nr. (St.) | Deutscher Titel              | Originaltitel             | Erstausstrahlung USA | Deutschsprachige Erstausstrahlung (D) | Regie              | Drehbuch                                                             |
| ---------- | --------- | ---------------------------- | ------------------------- | -------------------- | ------------------------------------- | ------------------ | -------------------------------------------------------------------- |
| 200        | 1         | Gabe oder Fluch?             | The Real Deal             | 27. Sep. 2019        | 2. Okt. 2020                          | David M. Barrett   | Siobhan Byrne-O’Connor & Kevin Wade                                  |
| 201        | 2         | Die schwarze Liste           | Naughty or Nice           | 4. Okt. 2019         | 2. Okt. 2020                          | John Behring       | Ian Biederman                                                        |
| 202        | 3         | Hinter dem Lächeln           | Behind the Smile          | 11. Okt. 2019        | 9. Okt. 2020                          | Ralph Hemecker     | Daniel Truly                                                         |
| 203        | 4         | Zu allem fähig               | Another Look              | 18. Okt. 2019        | 9. Okt. 2020                          | Jackeline Tejada   | Brian Burns                                                          |
| 204        | 5         | Der Rapper                   | The Price You Pay         | 25. Okt. 2019        | 16. Okt. 2020                         | John Behring       | Kevin Riley                                                          |
| 205        | 6         | Zwei Finger                  | Glass Houses              | 1. Nov. 2019         | 16. Okt. 2020                         | Heather Cappiello  | Allie Solomon & Kevin Wade Idee: Allie Solomon & Peter D’Antonio     |
| 206        | 7         | Ist doch nur Wasser          | Higher Standards          | 8. Nov. 2019         | 23. Okt. 2020                         | David M. Barrett   | Siobhan Byrne O’Connor Idee: Siobhan Byrne O’Connor & James Nuciforo |
| 207        | 8         | Öl ins Feuer                 | Friends in High Places    | 15. Nov. 2019        | 23. Okt. 2020                         | Jennifer Opresnick | Ian Biederman                                                        |
| 208        | 9         | Das geschaufelte Grab        | Grave Errors              | 22. Nov. 2019        | 30. Okt. 2020                         | Robert Harmon      | Daniel Truly                                                         |
| 209        | 10        | Ein nobler Club              | Bones to Pick             | 6. Dez. 2019         | 30. Okt. 2020                         | David M. Barrett   | Brian Burns                                                          |
| 210        | 11        | Stress im Paradies           | Careful What You Wish For | 3. Jan. 2020         | 6. Nov. 2020                          | Rachel Feldman     | Kevin Riley & Allie Solomon                                          |
| 211        | 12        | Die bittere Wahrheit         | Where the Truth Lies      | 10. Jan. 2020        | 6. Nov. 2020                          | David M. Barrett   | Siobhan Byrne O’Connor                                               |
| 212        | 13        | Hier gibt es nichts zu sehen | Reckless                  | 31. Jan. 2020        | 13. Nov. 2020                         | John Behring       | Jack Ciapciak                                                        |
| 213        | 14        | Ein Cowboy in New York       | Fog of War                | 14. Feb. 2020        | 13. Nov. 2020                         | Doug Aarniokoski   | Ian Biederman                                                        |
| 214        | 15        | Im falschen Film             | Vested Interests          | 6. März 2020         | 20. Nov. 2020                         | Alex Zakrzewski    | Daniel Truly                                                         |
| 215        | 16        | Die ersten hundert Tage      | The First 100 Days        | 13. März 2020        | 20. Nov. 2020                         | Robert Harmon      | Brian Burns                                                          |
| 216        | 17        | Der Bonzenbunker             | The Puzzle Palace         | 3. Apr. 2020         | 27. Nov. 2020                         | Dean White         | Kevin Riley                                                          |
| 217        | 18        | Auf den zweiten Blick        | Hide in Plain Sight       | 24. Apr. 2020        | 27. Nov. 2020                         | Doug Aarniokoski   | Allie Solomon & Kevin Wade                                           |
| 218        | 19        | Familienzuwachs              | Family Secrets            | 1. Mai 2020          | 27. Nov. 2020                         | David M. Barrett   | Siobhan Byrne O’Connor                                               |

## Staffel 11
Die Erstausstrahlung der elften Staffel war vom 4. Dezember 2020 bis zum 14. Mai 2021 beim US-amerikanischen Sender CBS zu sehen. Die Ausstrahlung der 11. Staffel in Deutschland fand ab dem 9. Oktober 2021 auf Kabel Eins statt.
| Nr. (ges.) | Nr. (St.) | Deutscher Titel                | Originaltitel             | Erstausstrahlung USA | Deutschsprachige Erstausstrahlung (Kabel 1) | Regie              | Drehbuch                               |
| ---------- | --------- | ------------------------------ | ------------------------- | -------------------- | ------------------------------------------- | ------------------ | -------------------------------------- |
| 219        | 1         | Das Glück der Reagans          | Triumph over Trauma       | 4. Dez. 2020         | 9. Okt. 2021                                | David Barrett      | Siobhan Byrne O’Connor                 |
| 220        | 2         | Joes Geheimnis                 | In the Name of the Father | 11. Dez. 2020        | 9. Okt. 2021                                | John Behring       | Brian Burns                            |
| 221        | 3         | Donnie Dumpfbacke              | Atonement                 | 18. Dez. 2020        | 16. Okt. 2021                               | David Barrett      | Kevin Riley                            |
| 222        | 4         | Kein Handicap                  | Redemption                | 8. Jan. 2021         | 16. Okt. 2021                               | Alex Chapple       | Ian Biederman                          |
| 223        | 5         | Eiszeit                        | Spilling Secrets          | 22. Jan. 2021        | 23. Okt. 2021                               | John Behring       | Daniel Truly                           |
| 224        | 6         | Deserteure                     | The New Normal            | 5. Feb. 2021         | 23. Okt. 2021                               | David Barrett      | Ian Biederman                          |
| 225        | 7         | Ein Stück Vertrauen            | In Too Deep               | 12. Feb. 2021        | 30. Okt. 2021                               | Jennifer Opresnick | Daniel Truly                           |
| 226        | 8         | Die sogenannte Reporterin      | More Than Meets the Eye   | 5. März 2021         | 30. Okt. 2021                               | David Barrett      | Siobhan Byrne O’Connor & Yasmine Cadet |
| 227        | 9         | Der Probelauf                  | For Whom the Bell Tolls   | 26. März 2021        | 6. Nov. 2021                                | Robert Harmon      | Brian Burns                            |
| 228        | 10        | Ein gewaltiges Missverständnis | The Common Good           | 2. Apr. 2021         | 6. Nov. 2021                                | David Barrett      | Kevin Riley                            |
| 229        | 11        | Die elegante Lösung            | Guardian Angels           | 9. Apr. 2021         | 13. Nov. 2021                               | Ralph Hemecker     | Ian Biederman & Jack Ciapciak          |
| 230        | 12        | Irisches Alzheimer             | Happy Endings             | 16. Apr. 2021        | 13. Nov. 2021                               | Eric Laneuville    | Siobhan Byrne O’Connor                 |
| 231        | 13        | Gefallene Helden               | Fallen Heroes             | 30. Apr. 2021        | 20. Nov. 2021                               | David Barrett      | Peter D’Antonio & Daniel Truly         |
| 232        | 14        | Die böse Frau                  | The New You               | 7. Mai 2021          | 20. Nov. 2021                               | Jackeline Tejada   | Brian Burns                            |
| 233        | 15        | Mörderische Botschaft          | The End                   | 14. Mai 2021         | 27. Nov. 2021                               | Alex Zakrzewski    | Siobhan Byrne O'Connor & Kevin Riley   |
| 234        | 16        | Eine Familie schwarzer Schafe  | Justifies the Means       | 14. Mai 2021         | 27. Nov. 2021                               | David Barrett      | Ian Biederman & Kevin Wade             |

## Staffel 12
Die Erstausstrahlung der zwölften Staffel war vom 1. Oktober 2021 bis zum 6. Mai 2022 bei dem US-amerikanischen Sender CBS zu sehen. Die deutschsprachige Erstveröffentlichung erfolgte mit der Bereitstellung von allen Folgen am 1. Januar 2023 bei WOW zum Streaming. Die deutschsprachige TV-Premiere folgte vom 24. März bis zum 21. April 2023 bei Sky One und die deutsche Free-TV-Ausstrahlung erfolgte vom 26. August bis zum 28. Oktober 2023 bei Kabel Eins.
| Nr. (ges.) | Nr. (St.) | Deutscher Titel              | Originaltitel        | Erstausstrahlung USA | Deutschsprachige Erstausstrahlung (D) | Regie              | Drehbuch                              |
| ---------- | --------- | ---------------------------- | -------------------- | -------------------- | ------------------------------------- | ------------------ | ------------------------------------- |
| 235        | 1         | Ein Leben ist ein Leben      | Hate Is Hate         | 1. Okt. 2021         | 1. Jan. 2023                          | David Barrett      | Siobhan Byrne O'Connor                |
| 236        | 2         | Der Reagan-Instinkt          | Times Like These     | 8. Okt. 2021         | 1. Jan. 2023                          | Robert Hamon       | Brian Burns                           |
| 237        | 3         | Genug ist genug              | Protective Instincts | 15. Okt. 2021        | 1. Jan. 2023                          | Jackeline Tejada   | Kevin Riley & Yasmine Cadet           |
| 238        | 4         | Der geheime Ort              | True Blue            | 22. Okt. 2021        | 1. Jan. 2023                          | Ralph Hemecker     | Jack Ciapciak                         |
| 239        | 5         | Die Waffe aus dem East River | Good Intentions      | 5. Nov. 2021         | 1. Jan. 2023                          | David Barrett      | Daniel Truly                          |
| 240        | 6         | Clever oder tot              | Be Smart or Be Dead  | 12. Nov. 2021        | 1. Jan. 2023                          | John Behring       | Siobhan Byrne O'Connor & Graham Thiel |
| 241        | 7         | Das unerwartete Lob          | USA today            | 19. Nov. 2021        | 1. Jan. 2023                          | Ralph Hemecker     | Brian Burns & Van B. Nguyen           |
| 242        | 8         | Die Spaßbremse               | Reality Check        | 3. Dez. 2021         | 1. Jan. 2023                          | Jennifer Opresnick | Kevin Riley                           |
| 243        | 9         | Die Lady aus London          | Firewall             | 10. Dez. 2021        | 1. Jan. 2023                          | Robert Harmon      | Daniel Truly & Peter D'Antonio        |
| 244        | 10        | Das Comeback des Cowboys     | Old Friends          | 7. Jan. 2022         | 1. Jan. 2023                          | Jackeline Tejada   | Ian Biedermann                        |
| 245        | 11        | Die Achillesferse            | On the Arm           | 14. Jan. 2022        | 1. Jan. 2023                          | Alex Zakrzewski    | Kevin Wade & Brian Burns              |
| 246        | 12        | Gewitter mit Reagan          | The Reagan Way       | 21. Jan. 2022        | 1. Jan. 2023                          | Jackeline Tejada   | Siobhan Byrne O'Connor                |
| 247        | 13        | Ein Schritt Abstand          | Cold Comfort         | 28. Jan. 2022        | 1. Jan. 2023                          | Alex Zakrzewski    | Kevin Riley                           |
| 248        | 14        | Väter und Söhne              | Allegiance           | 25. Feb. 2022        | 1. Jan. 2023                          | Donald Thorin Jr.  | Yasmine Cadet & Jack Ciapciak         |
| 249        | 15        | Wo wir stehen                | Where We Stand       | 4. März 2022         | 1. Jan. 2023                          | John Behring       | Ian Biederman & Van B. Nguyen         |
| 250        | 16        | Schuld                       | Guilt                | 11. März 2022        | 1. Jan. 2023                          | Ralph Hemecker     | Brian Burns                           |
| 251        | 17        | Grautöne                     | Hidden Motive        | 1. Apr. 2022         | 1. Jan. 2023                          | Bridget Moynahan   | Daniel Truly                          |
| 252        | 18        | Falsche Hoffnungen           | Long Lost            | 8. Apr. 2022         | 1. Jan. 2023                          | Ralph Hemecker     | Kevin Riley & Nicole Abraham          |
| 253        | 19        | Der Held war high            | Tangled Up in Blue   | 29. Apr. 2022        | 1. Jan. 2023                          | Doug Aarniokoski   | Kevin Wade                            |
| 254        | 20        | Drei Musketiere              | Silver Linings       | 6. Mai 2022          | 1. Jan. 2023                          | Ralph Hemecker     | Siobhan Byrne O'Connor                |

## Staffel 13
Die Erstausstrahlung der dreinzehnten Staffel war vom 7. Oktober 2022 bis zum 19. Mai 2023 beim US-amerikanischen Sender CBS zu sehen. Die deutschsprachige Erstveröffentlichung erfolgte vom 2. Januar bis zum 12. März 2024 bei Sky One. Zuvor wurden bereits alle Folgen bei WOW zum Streaming bereitgestellt.
| Nr. (ges.) | Nr. (St.) | Deutscher Titel              | Originaltitel             | Erstausstrahlung USA | Deutschsprachige Erstausstrahlung (D) | Regie             | Drehbuch                            |
| ---------- | --------- | ---------------------------- | ------------------------- | -------------------- | ------------------------------------- | ----------------- | ----------------------------------- |
| 255        | 1         | Nachts durch die Stadt       | Keeping the Faith         | 7. Okt. 2022         | 2. Jan. 2024                          | Alex Zakrzewski   | Siobhan Byrne O'Connor & Kevin Wade |
| 256        | 2         | Die Lehrstunde               | First Blush               | 14. Okt. 2022        | 2. Jan. 2024                          | Alex Zakrzewski   | Siobhan Byrne O'Connor & Kevin Wade |
| 257        | 3         | Schnee von gestern           | Ghosted                   | 21. Okt. 2022        | 2. Jan. 2024                          | Jackeline Tejada  | Daniel Truly                        |
| 258        | 4         | Die Uhrendiebe               | Life During Wartime       | 28. Okt. 2022        | 2. Jan. 2024                          | Doug Aarniokoski  | Ian Biederman                       |
| 259        | 5         | Kein Frieden                 | Homefront                 | 4. Nov. 2022         | 2. Jan. 2024                          | Alex Zakrzewski   | Kevin Riley                         |
| 260        | 6         | Kleine Fische, große Fische  | On Dangerous Ground       | 18. Nov. 2022        | 2. Jan. 2024                          | Ralph Hemecker    | Jack Ciapciak                       |
| 261        | 7         | Helden                       | Heroes                    | 2. Dez. 2022         | 2. Jan. 2024                          | Doug Aarniokoski  | Siobhan Byrne O'Connor              |
| 262        | 8         | Little Vietnam               | Poetic Justice            | 9. Dez. 2022         | 2. Jan. 2024                          | Jackeline Tejada  | Brian Burns                         |
| 263        | 9         | Nichts ist ihnen heilig      | Nothing Sacred            | 6. Jan. 2023         | 2. Jan. 2024                          | Bridget Moynahan  | Daniel Truly                        |
| 264        | 10        | Alte Gewohnheiten            | Fake It Till You Make It  | 13. Jan. 2023        | 2. Jan. 2024                          | Robert Harmon     | Ian Biederman                       |
| 265        | 11        | Ein Spiel namens Politik     | Lost Ones                 | 20. Jan. 2023        | 2. Jan. 2024                          | Jackeline Tejada  | Kevin Riley & Yasmine Cadet         |
| 266        | 12        | Auf bessere Tage             | The Big Leagues           | 3. Feb. 2023         | 2. Jan. 2024                          | Ralph Hemecker    | Brian Burns & Peter D'Antonio       |
| 267        | 13        | Mein ist die Rache           | Past History              | 10. Feb. 2023        | 2. Jan. 2024                          | Jackeline Tejada  | Siobhan Byrne O'Connor              |
| 268        | 14        | Auf Kollisionskurs           | Collision Course          | 3. März 2023         | 2. Jan. 2024                          | Ralph Hemecker    | Jack Ciapciak & Daniel Truly        |
| 269        | 15        | Die Einschläge kommen näher  | Close to Home             | 10. März 2023        | 2. Jan. 2024                          | Doug Aarniokoski  | Ian Biederman & Yasmine Cadet       |
| 270        | 16        | Die nackte Wahrheit          | The Naked Truth           | 31. März 2023        | 2. Jan. 2024                          | Donald Thorin Jr. | Nicole Abraham & Daniel Truly       |
| 271        | 17        | Lug und Trug                 | Smoke & Mirrors           | 7. Apr. 2023         | 2. Jan. 2024                          | Jackeline Tejada  | Kevin Riley & Van B. Nguyen         |
| 272        | 18        | Die Mafia-Hochzeit           | Family Matters            | 21. Apr. 2023        | 2. Jan. 2024                          | Ralph Hemecker    | Jack Ciapciak & Peter D'Antonio     |
| 273        | 19        | Wo Rauch ist…                | Fire Drill                | 5. Mai 2023          | 2. Jan. 2024                          | Donald Thorin Jr. | Ian Biederman                       |
| 274        | 20        | Irischer Abgang              | Irish Exits               | 12. Mai 2023         | 2. Jan. 2024                          | Ralph Hemecker    | Kevin Riley                         |
| 275        | 21        | Und vergib uns unsere Schuld | Forgive Us Our Trespasses | 19. Mai 2023         | 2. Jan. 2024                          | Alex Zakrzewski   | Siobhan Byrne O'Connor & Kevin Wade |

## Staffel 14
Die Erstausstrahlung der vierzehnten Staffel mit den ersten 10 Folgen erfolgte ab dem 16. Februar 2024 beim US-amerikanischen Sender CBS. Aufgrund des Autorenstreiks 2023 wurde die letzte Staffel in zwei Teilen ausgestrahlt. Die letzten acht Folgen folgten im Herbst 2024. Die deutsche Erstausstrahlung erfolgte am 2. Januar 2025 zeitgleich auf Sky One und Sky Showcase.
| Nr. (ges.) | Nr. (St.) | Deutscher Titel            | Originaltitel                 | Erstausstrahlung USA | Deutschsprachige Erstausstrahlung (D) | Regie             | Drehbuch                                               |
| ---------- | --------- | -------------------------- | ----------------------------- | -------------------- | ------------------------------------- | ----------------- | ------------------------------------------------------ |
| 276        | 1         | Drei Wochen abgetaucht     | Loyalty                       | 16. Feb. 2024        | 2. Jan. 2025                          | Alex Zakrzewski   | Ian Biederman & Robin Green                            |
| 277        | 2         | Rosa Nagellack             | Dropping Bombs                | 23. Feb. 2024        | 2. Jan. 2025                          | Jackeline Tejada  | Siobhan Byrne O’Connor, Robin Green & Mitchell Burgess |
| 278        | 3         | Der Cowboy und der Heilige | Fear No Evil                  | 1. März 2024         | 9. Jan. 2025                          | Ralph Hemecker    | Kevin Riley & Jack Ciapciak                            |
| 279        | 4         | Die Vergangenheit lebt     | Past Is Present               | 15. März 2024        | 9. Jan. 2025                          | Bridget Moynahan  | Daniel Truly                                           |
| 280        | 5         | Tote Pferde                | Bad Faith                     | 5. Apr. 2024         | 16. Jan. 2025                         | Robert Harmon     | Ian Biederman & Van B. Nguyen                          |
| 281        | 6         | Im Reich der Schatten      | Shadowland                    | 12. Apr. 2024        | 16. Jan. 2025                         | Jackeline Tejada  | Yasmine Cadet                                          |
| 282        | 7         | In den Seilen              | On The Ropes                  | 26. Apr. 2024        | 23. Jan. 2025                         | Doug Aarniokoski  | Daniel Truly & Peter D'Antonio                         |
| 283        | 8         | Die Falle in der Falle     | Wicked Games                  | 3. Mai 2024          | 23. Jan. 2025                         | Ralph Hemecker    | Mitchell Burgess                                       |
| 284        | 9         | Gewöhnliche Cops           | Two Of A Kind                 | 10. Mai 2024         | 30. Jan. 2025                         | Doug Aarniokoski  | Jack Ciapciak & Peter D'Antonio                        |
| 285        | 10        | Samstags-Blues             | The Heart Of A Saturday Night | 17. Mai 2024         | 30. Jan. 2025                         | Ralph Hemecker    | Kevin Wade & Peter D'Antonio                           |
| 286        | 11        | Doppelt bestraft           | Life Sentence                 | 18. Okt. 2024        | 6. Feb. 2025                          | Jackeline Tejada  | Siobhan Byrne O’Connor & Peter D'Antonio               |
| 287        | 12        | Englishman in New York     | Without Fear Or Favor         | 25. Okt. 2024        | 6. Feb. 2025                          | Donald Thorin Jr. | Ian Biederman & Peter D'Antonio                        |
| 288        | 13        | Schlimm und schlimmer      | Bad To Worse                  | 1. Nov. 2024         | 13. Feb. 2025                         | Alex Zakrzewski   | Tara Garvey, Daniel Truly & Peter D'Antonio            |
| 289        | 14        | Auf Joe!                   | New York Minute               | 8. Nov. 2024         | 13. Feb. 2025                         | Ralph Hemecker    | Nicole Abraham, Jack Ciapciak & Peter D'Antonio        |
| 290        | 15        | Schöner Wohnen             | No Good Deed                  | 15. Nov. 2024        | 20. Feb. 2025                         | Alex Zakrzewski   | Peter D'Antonio                                        |
| 291        | 16        | Böses Blut                 | The Gray Areas                | 22. Nov. 2024        | 20. Feb. 2025                         | Doug Aarniokoski  | Van B. Nguyen, Kevin Riley & Peter D'Antonio           |
| 292        | 17        | Ansprüche                  | Entitlement                   | 6. Dez. 2024         | 27. Feb. 2025                         | Jackeline Tejada  | Daniel Truly, Yasmine Cadet & Peter D'Antonio          |
| 293        | 18        | Lebwohl                    | End Of Tour                   | 13. Dez. 2024        | 27. Feb. 2025                         | Alex Zakrzewski   | Siobhan Byrne O’Connor, Kevin Wade & Peter D'Antonio   |